# 加美西
加美西（かみにし）は、大阪府大阪市平野区にある町名。現行行政地名は加美西一丁目および加美西二丁目。

## 地理
平野区の北部に位置し、東に加美鞍作、西に平野市町、北に加美正覚寺、南西に平野東、南東に八尾市と接している。

### 河川
- 平野川

## 歴史

### 沿革
1974年（昭和49年）、大阪市東住吉区加美旭町と加美橘町・平野京町1 - 6丁目・加美南陽町・平野本町1 - 6丁目の各一部より、平野区加美西1 - 2丁目成立。

## 世帯数と人口
2024年（令和5年）9月30日現在（大阪市発表）の世帯数と人口は以下の通りである。
| 丁目         | 世帯数    | 人口    |
| ------------ | --------- | ------- |
| 加美西一丁目 | 1,093世帯 | 2,242人 |
| 加美西二丁目 | 954世帯   | 1,686人 |
| 計           | 2,047世帯 | 3,928人 |

### 人口の変遷
国勢調査による人口の推移。
| 1995年（平成7年）  | 3,695人 | [ 6 ]  |  |
| 2000年（平成12年） | 3,743人 | [ 7 ]  |  |
| 2005年（平成17年） | 3,924人 | [ 8 ]  |  |
| 2010年（平成22年） | 3,970人 | [ 9 ]  |  |
| 2015年（平成27年） | 3,983人 | [ 10 ] |  |
| 2020年（令和2年）  | 4,045人 | [ 11 ] |  |

### 世帯数の変遷
国勢調査による世帯数の推移。
| 1995年（平成7年）  | 1,374世帯 | [ 6 ]  |  |
| 2000年（平成12年） | 1,432世帯 | [ 7 ]  |  |
| 2005年（平成17年） | 1,529世帯 | [ 8 ]  |  |
| 2010年（平成22年） | 1,586世帯 | [ 9 ]  |  |
| 2015年（平成27年） | 1,656世帯 | [ 10 ] |  |
| 2020年（令和2年）  | 1,813世帯 | [ 11 ] |  |

## 学区
市立小・中学校に通う場合、学区は以下の通りとなる。なお、小学校・中学校入学時に学校選択制度を導入しており、通学区域以外に通学区域に隣接している小学校・平野区内にある中学校から選択することも可能。
| 丁目         | 番                                                           | 小学校                 | 中学校               |
| ------------ | ------------------------------------------------------------ | ---------------------- | -------------------- |
| 加美西一丁目 | 1～5番 7～18番 6番4～15号                                    | 大阪市立加美小学校     | 大阪市立加美中学校   |
| 加美西一丁目 | 6番1～3号 6番16～25号                                        | 大阪市立平野小学校     | 大阪市立平野北中学校 |
| 加美西二丁目 | 9番2～3号 9番12～25号 9番4号（一部）                         | 大阪市立平野小学校     | 大阪市立平野北中学校 |
| 加美西二丁目 | 1～8番 9番1号 9番4号（一部） 9番5～11号 9番26～27号 10～12番 | 大阪市立加美南部小学校 | 大阪市立加美南中学校 |

## 事業所
2021年（令和3年）現在の経済センサス調査による事業所数と従業員数は以下の通りである。
| 丁目         | 事業所数  | 従業員数 |
| ------------ | --------- | -------- |
| 加美西一丁目 | 74事業所  | 683人    |
| 加美西二丁目 | 51事業所  | 533人    |
| 計           | 125事業所 | 1,216人  |

## 交通

### バス
2020年4月現在
- 大阪シティバス
  - 19号系統：加美

### 道路
- 国道25号
- 大阪府道5号大阪港八尾線

## 施設
- 平野加美西郵便局[15]
- 大阪シティ信用金庫 平野支店[16]
- たちばな公園
- 加美西公園

## その他

### 日本郵便
- 〒547-0005[3]（集配局：平野郵便局[17]）